# Condado de Anne Arundel
El condado de Anne Arundel es un condado ubicado en el estado de Maryland de Estados Unidos.
Para el año 2000, su población era de 489.656 habitantes. La población estimada para 2003 era de 506.620 habitantes. Recibió su nombre en honor a Anne Arundell, miembro de la antigua familia de los Arundells en Cornualles, Inglaterra y esposa de Cæcilius Calvert, segundo barón de Baltimore. La sede del condado es Annapolis, que también es la capital del estado.
El condado es parte del Área metropolitana de Baltimore-Washington.

## Demografía
Según el censo de 2000, el condado cuenta con 489.656 habitantes, 178.670 hogares y 129.178 familias. La densidad de población es de 455 hab/km². Hay 186.937 unidades habitacionales con una densidad promedio de 174 u.h./km². La composición racial de la población del condado es 81,24% blanca, 13,57% negra o afrodescendiente, 0,30% nativa americana, 2,29% asiática, 0,06% de las islas del Pacífico, 0,85% de otros orígenes y 1,69% de dos o más razas. El 2,63% de la población es de origen hispano o latino cualquiera sea su raza de origen.
De los 178.670 hogares, en el 34,90% viven menores de edad, el 57,20% están formados por parejas casadas que viven juntas, el 11,10% son llevados por una mujer sin esposo presente y el 27,70% no son familias. El 21,30% de todos los hogares están formados por una sola persona y el 6,40% incluyen a una persona de más de 65 años. El promedio de habitantes por hogar es de 2,65 y el tamaño promedio de las familias es de 3,09 personas.
El 25,20% de la población del condado tiene menos de 18 años, el 8,10% tiene entre 18 y 24 años, el 32,80% tiene entre 25 y 44 años, el 23,90% tiene entre 45 y 64 años y el 10,00% tiene más de 65 años de edad. La edad promedio es de 36 años. Por cada 100 mujeres hay 99,10 hombres y por cada 100 mujeres de más de 18 años hay 97,10 hombres.
La renta media de un hogar del condado es de 61.768 $, y la renta media de una familia es de 69.019 $. Los hombres ganan en promedio 43.747 $, mientras que las mujeres 32.348 $. La renta per cápita en el condado es de 27.578 $. El 5,10% de la población y el 3,60% de las familias tienen ingresos por debajo del nivel de pobreza. De la población total bajo el nivel de pobreza, el 6,30% son menores de 18 y el 5,80% son mayores de 65 años.

## Ciudades y pueblos
El condado de Anne Arundel incluye oficialmente sólo dos municipios: la ciudad de Annapolis, desde 1708, y el pueblo de Highland Beach, desde 1922.
También se encuentra dentro de los límites del condado una parte del CDP Jessup (Maryland) que comparte con el condado de Howard (Maryland).

## Personas Importantes
De este condado pertenecen la familia Bratayley conocida por su canal de YouTube y sus videos subidos casi todos los días a la página, el mayor de los hijos Caleb Bratayley falleció el 1 de octubre de 2015 a la edad de 13 años

## Educación
Las Escuelas Públicas del Condado de Anne Arundel gestiona escuelas públicas.